# Xavier Vieira
Xavier Vieira de Vasconcelos (sinh 14 tháng 1 năm 1992) là một cầu thủ bóng đá Andorra đại diện cho Đội tuyển bóng đá quốc gia Andorra.

## Sự nghiệp quốc tế
Vieira thi đấu trận đấu quốc tế đầu tiên cùng với đội tuyển quốc gia vào ngày 15 tháng 10 năm 2013, trong trận giao hữu trước Hungary khi vào sân từ ghế dự bị thay cho Edu Peppe sau 80 phút thi đấu.